# 박정호
박정호(朴正浩, 1963년 5월 17일 ~ )는 대한민국의 기업인이다. 현재 SK하이닉스의 대표이사 부회장과 SK스퀘어의 부회장을 공동 역임하고 있다.

## 학력
- 마산고등학교
- 고려대학교 경영학과 학사
- 조지 워싱턴 대학교 대학원 경영학 석사

## 주요 경력
- 1989년 선경에 입사했다.
- 1995년 SK텔레콤 해외사업본부 뉴욕사무소 지사장을 맡았다.
- 2001년 SK텔레콤 마케팅전략본부 팀장을 맡았다.
- 2004년 상무로 승진해 SK그룹 투자회사관리실 CR지원팀장이 됐다.
- 2006년 SK텔레콤 신규사업부문장 보좌로 이동했다.
- 2007년 SK커뮤니케이션즈로 옮겨 사업개발부문장을 맡았다.
- 2009년 전무로 승진해 사업개발실장을 맡았다.
- 2012년 부사장으로 승진해 SK텔레콤 사업개발부문장을 맡았다.
- 2013년 SK C&C(현재 SK(주) C&C )로 옮겨 Corporate Development장을 맡았다.
- 2015년 SK C&C 사장으로 승진했다.
- 2016년 연말 임원인사를 통해 2017년 1월부터 SK텔레콤을 이끌고 있다.
- 2020년 연말 임원인사에서 부회장으로 승진했다.
- 2021년 SK텔레콤 대표이사에서 물러나고, SK스퀘어 대표이사를 맡았다.
- 2023년 SK하이닉스 대표이사 부회장, SK스퀘어 부회장을 공동 역임 중이다.